# Hetaerina sempronia
Hetaerina sempronia är en trollsländeart som beskrevs av Hagen in Selys 1853. Hetaerina sempronia ingår i släktet Hetaerina och familjen jungfrusländor. IUCN kategoriserar arten globalt som livskraftig. Inga underarter finns listade i Catalogue of Life.